# 1987年世界乒乓球锦标赛
1987年世界乒乓球锦标赛是第三十九届世界乒乓球锦标赛，于1987年2月18日至3月1日在印度新德里举行。这是印度第三次主办世界乒乓球锦标赛。

## 赛果

### 团体
| 项目                | 金牌                                            | 银牌                                                                                          | 铜牌                                                                   |
| 男子团体 斯韦思林杯 | 中國 · 陈龙灿 · 陈新华 · 江嘉良 · 滕义 · 王浩   | 瑞典 · 米卡埃尔·阿佩尔格伦 · 乌尔夫·卡尔松 · 埃里克·林德 · 约尔根·佩尔森 · 扬·奥韦·瓦尔德内尔 | · Chu Jong-Chol · Hong Chol · Kim Song-hui · Li Gun-Sang               |
| 女子团体 考比伦杯   | 中國 · 陈静 · 戴丽丽 · 焦志敏 · 李惠芬 · 何智丽 | · Baek Soon-Ae · Hong Soon-hwa · 玄静和 · 梁英子                                              | 匈牙利 · 巴托尔菲·奇洛 · Szilvia Káhn · Krisztina Nagy · 乌尔班·埃迪特 |

### 单项
| 项目     | 金牌                        | 银牌                              | 铜牌                           |
| 男子单打 | 江嘉良                      | 扬·奥韦·瓦尔德内尔                | 陈新华                         |
| 男子单打 | 江嘉良                      | 扬·奥韦·瓦尔德内尔                | 滕义                           |
| 女子单打 | 何智丽                      | 梁英子                            | 管建华                         |
| 女子单打 | 何智丽                      | 梁英子                            | 戴丽丽                         |
| 男子双打 | 陈龙灿 韦晴光               | 伊利亚·卢普莱斯库 佐兰·普里莫拉茨 | 安杰伊·格鲁巴 Leszek Kucharski |
| 男子双打 | 陈龙灿 韦晴光               | 伊利亚·卢普莱斯库 佐兰·普里莫拉茨 | 安宰亨 刘南奎                  |
| 女子双打 | Hyun Jung-hwa Yang Young-ja | 戴丽丽 李惠芬                     | 何智丽 焦志敏                  |
| 女子双打 | Hyun Jung-hwa Yang Young-ja | 戴丽丽 李惠芬                     | Cho Jung-hui 李粉姬            |
| 混合双打 | 惠钧 耿丽娟                 | 江嘉良 焦志敏                     | 王浩 管建华                    |
| 混合双打 | 惠钧 耿丽娟                 | 江嘉良 焦志敏                     | 安宰亨 梁英子                  |